# 海外同胞権益擁護法
海外同胞権益擁護法は、2022年2月6日、7日に朝鮮民主主義人民共和国（北朝鮮）で開催された、最高人民会議第14期第6回会議で採択された法律。

## 内容
2022年9月1日現在、全文は一般に公表されていない。
在日本朝鮮人総聯合会（朝鮮総連）の機関紙・朝鮮新報は、同法を「海外同胞の民主主義的民族権利と利益を擁護保障する朝鮮労働党の構想と意図を法律化したもの」と説明している。
最高人民会議で発言した朝鮮労働党統一戦線部のメン・ギョンイル副部長は、同法の目的について、「同胞らの民主主義的民族権利と利益を擁護保障し、彼らを祖国の統一と隆盛、繁栄のための道に積極的に乗り出せるようにすることに寄与できるように作成された」と説明している。

## 意義
朝鮮新報は、「海外同胞権益擁護法が採択されたことで、朝鮮の該当機関では海外同胞援護事業をより幅広く、積極的に展開することができる」「今後、実務的な対策が講じられて法律に基づく施策が実行されることになる」と同法の意義を伝えている。
在日朝鮮人の間で「一体、どんな法律を作るつもりなのか」「自分たちのどんな権利を守ってくれるというのか」などと話題になっているとの報道もある。

## 朝鮮総連との関係性
在日本朝鮮人総連合会（朝鮮総連）が、2022年5月28・29日に第25回全体大会を開催した際、最高指導者の金正恩が書簡を送付した。書簡の中で金正恩は「総連重視、海外同胞重視は我が共和国の永遠なる国策」と強調し、海外同胞権益擁護法に基づき、在日同胞の権利を保障すると約束している。
朝鮮新報は2022年9月5日、朝鮮大学校や朝鮮新報などの専門家で構成される「海外同胞権益擁護法研究会」が発足したと報じている。